# Orthoderinae
Orthoderinae (лат.) — подсемейство насекомых семейства настоящих богомолов (Mantidae). Обитают в Австралии и Юго-Восточной Азии, причем один вид (Orthodera novaezealandiae) считается единственным местным видом богомолов Новой Зеландии.

## Роды
Подсемейство включает два рода:
- Orthodera
- Orthoderina